# Калиновое
Калиновое (укр. Калинове) — село на Украине, находится в Амвросиевском районе Донецкой области. Находится под контролем самопровозглашённой Донецкой Народной Республики.

## География
Село расположено на правом берегу реки под названием Крынка.

#### Соседние населённые пункты по странам света
С: Житенко
СЗ: Сергеево-Крынка, Нижнекрынское, Белояровка (выше по течению Крынки)
СВ: Камышеваха
З: Квашино, Харьковское
В: Маныч
ЮЗ: Лисичье, Выселки
ЮВ: Катериновка (ниже по течению Крынки)
Ю: Успенка (ниже по течению Крынки)

## Население
Население по переписи 2001 года составляет 223 человека.

## Общая информация
Код КОАТУУ — 1420688203. Почтовый индекс — 87371. Телефонный код — 6259.

## Адрес местного совета
87371, Донецкая область, Амвросиевский район, с. Успенка, ул.Октябрьская; тел. 2-24-39.